# Thioetherové komplexy přechodných kovů

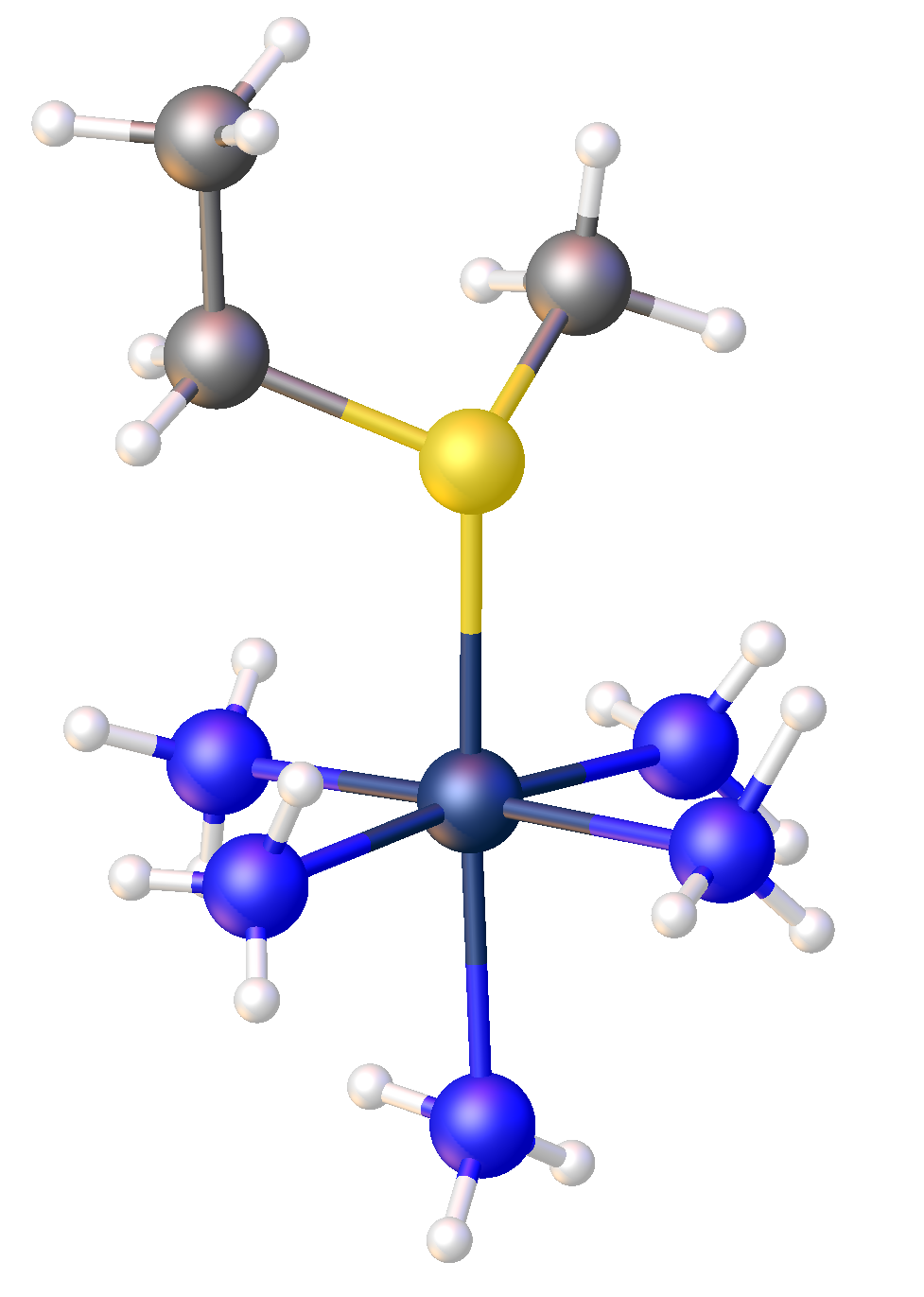
Struktura [Ru(NH_{3})_{5}(SMeEt)]^{2+}

Thioetherové komplexy přechodných kovů jsou komplexní sloučeniny obsahující thioetherové (R2S) ligandy.

## Komplexy dimethylsulfidu
Protože je dimethylsulfid nejjednodušším thioetherem, tak bývají jeho komplexy používány jako vzory thioetherových komplexů. Známy jsou například cis-[TiCl4L2], VCl3L2, NbCl5L, NbCl4L2, Cr(CO)5L, CrCl3L3, RuCl2L4, RuCl3L3, RhCl3L3, cis- a trans-[IrCl4L3]−, cis-MCl2L2 (M = Pd, Pt), [PtCl3L]−, cis- a trans-[PtCl4L2] (L = SMe2). Z hlediska donorových vlastností je dimethylsulfid měkkým ligandem a slabším donorem než jsou fosfiny.
Thioetherové komplexy se obvykle připravují reakcemi halogenidů kovů s thioethery. Chlor(dimethylsulfid) zlatný může být také získán redoxní reakcí kovového zlata a dimethylsulfoxidu za přítomnosti kyseliny chlorovodíkové.

## Stereochemie

Diastereotopní methylenové protony v komplexech diethylsulfidu

Sirná centra thioetherových komplexů jsou trigonálně pyramidální. Velikosti úhlů C-S-C se pohybují kolem 99°. Délka vazby C-S v dimethylsulfidu je 181 pm, v komplexech zůstává stejná.
Stereochemické vlastnosti komplexů thioetherů byly podrobně prozkoumány. Nesymetrické thioethery, jako je SMeEt, jsou prochirální, a vytvářejí chirální komplexy, například [Ru(NH3)5(SMeEt)]2+. Cis-VOCl2(SMeEt)2 vytváří meso-isomer a dva enantiomery.
U komplexů thioetherů typu S(CH2R)2 (R ≠ H) jsou methylenové protony diastereotopní. Pomocí jejich NMR spekter bylo zjištěno, že u nich probíhá pyramidální inverze na atomech síry, aniž by byla disociována vazba kov-síra.

## Můstkové thioetherové ligandy

Struktura Nb_{2}Cl_{6}(SMe_{2})_{3}, se znázorněním můstkového thioetheru

Na rozdíl od etherů mohou thioethery sloužit jako můstkové ligandy; příkladem takového komplexu je Nb2Cl6(SMe2)3, zaujímající bioktaedrickou strukturu s vazbami Nb3+=Nb3+, oddělenými vždy jednou chloridovou a jednou dimethylsulfidovou skupinou. Komplex Pt2Me4(μ-SMe2)2 se používá jako zdroj PtMe2.

## Komplexy s chelatujícími thioetherovými ligandy

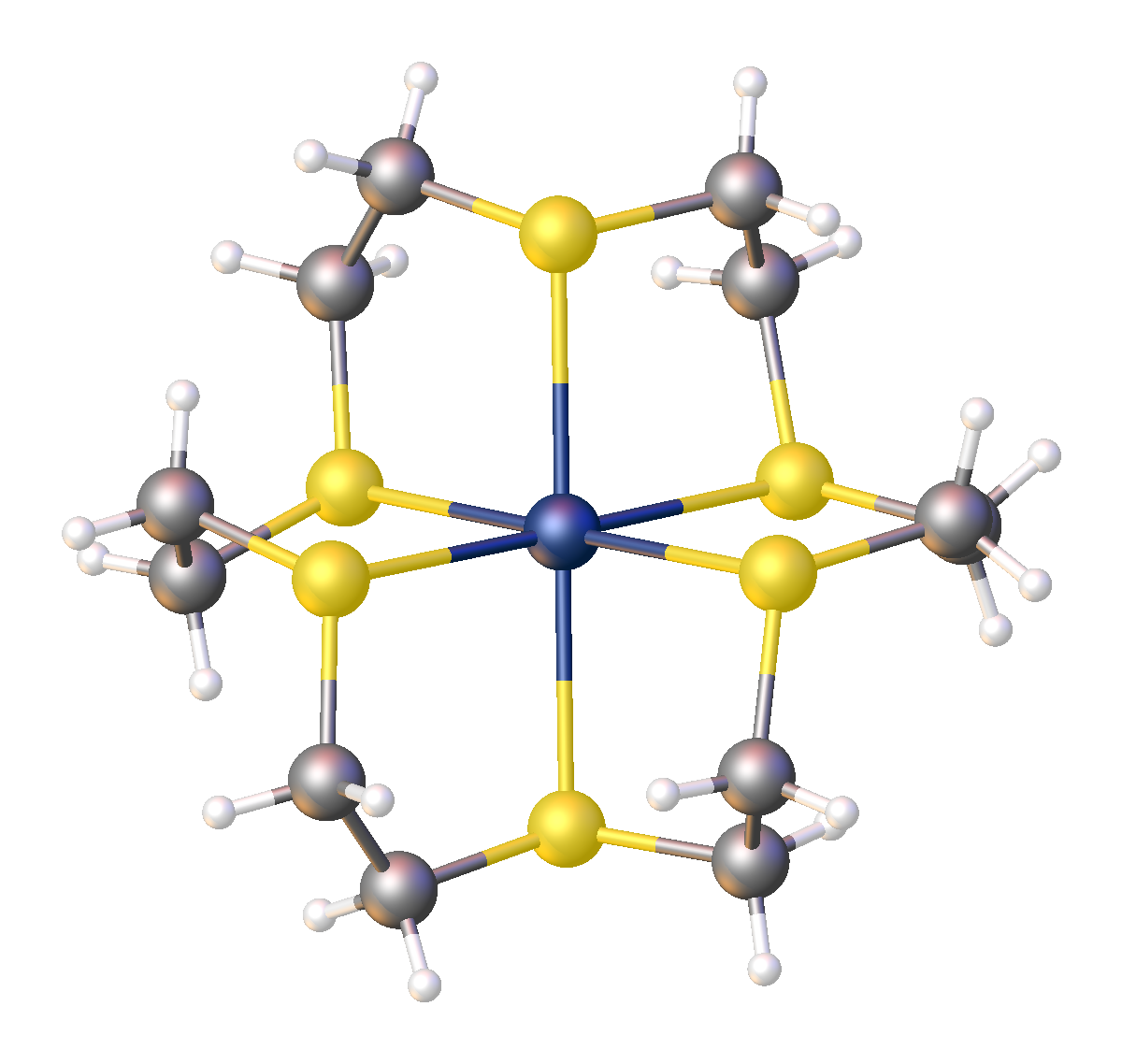
Struktura [Ag(18-an-S6)]2+. Vzdálenosti Ag-S činí 262 pm.
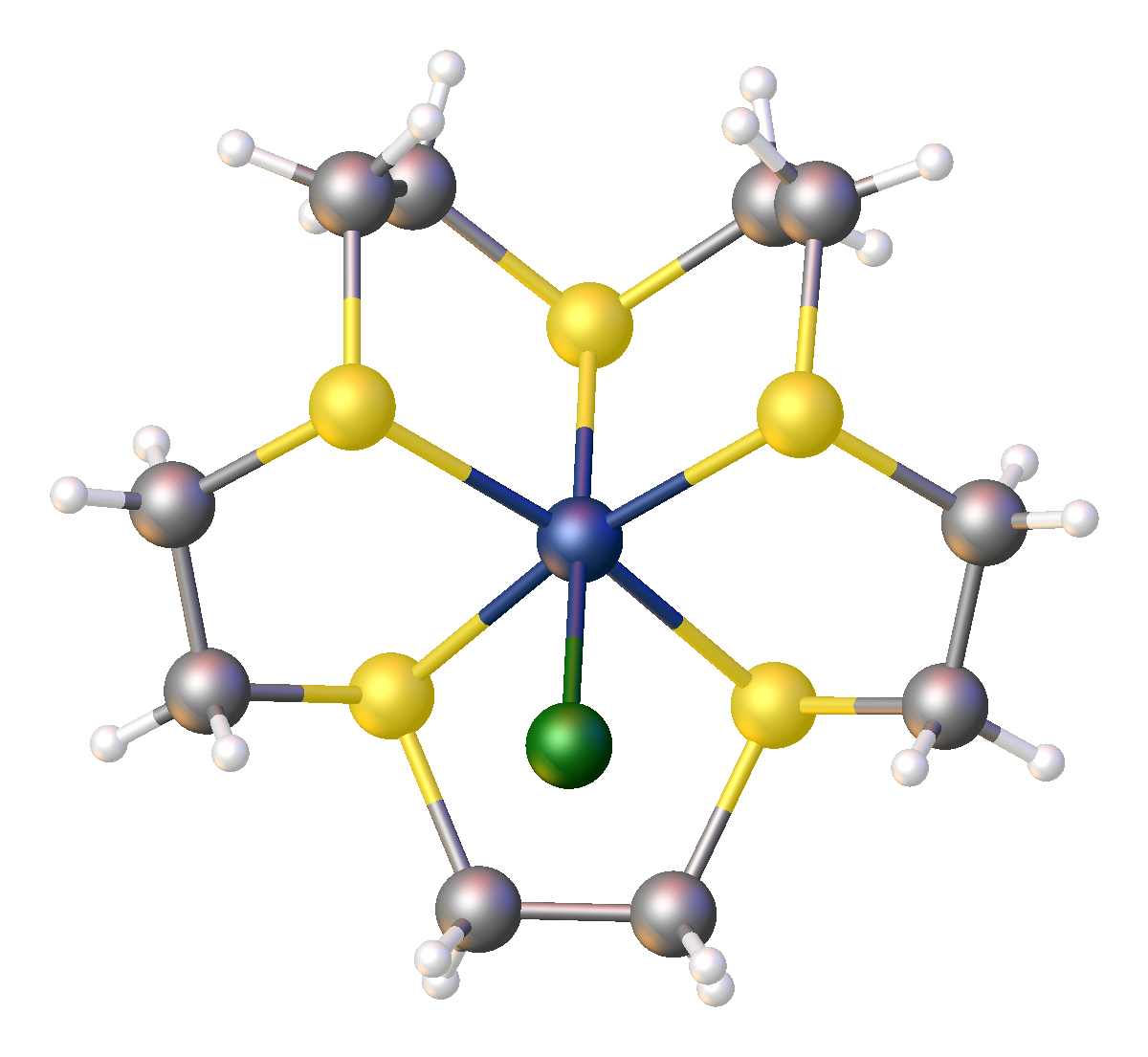
Struktura [Ru(15-an-S5)Cl]+
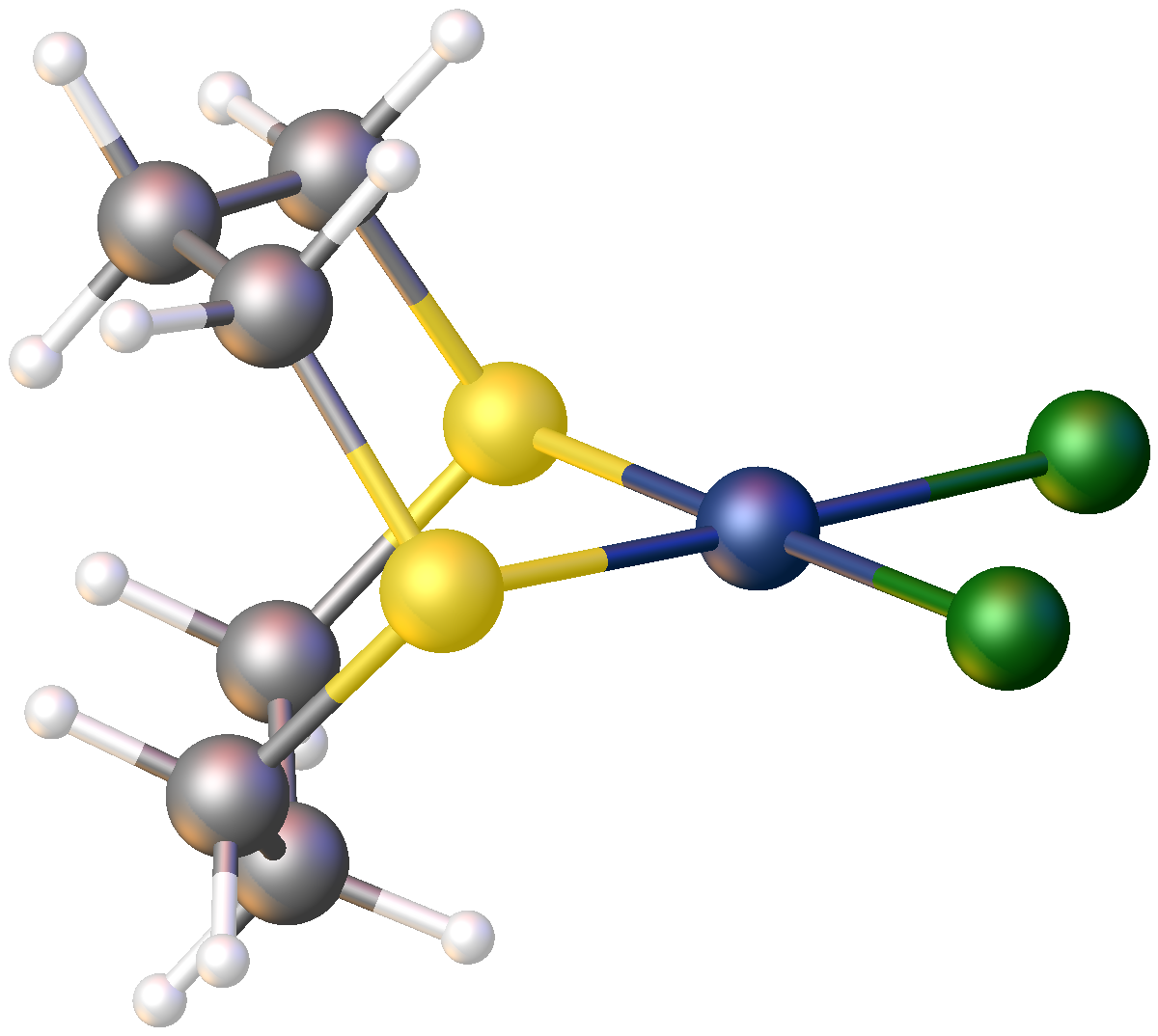
Model molekuly (DTCO)PdCl2

Thiacrownové ligandy jsou obdobami crown etherů; nejlépe prozkoumanými z této skupiny jsou sloučeniny o vzorci (SCH2CH2)n (n = 3,4,5,6). Tridentátní trithioether 9-an-S3 vytváří řady komplexů M(9-an-S3)L3 a [M(9-an-S3)2]2+. Další jsou měďnaté thioetherové komplexy obsahující 14-an-S4 a 15-an-S5. Hexadentátní ligand 18-an-6 je také složkou mnoha komplexů, včetně neobvyklých palladitých a stříbrnatých sloučenin. K homoleptické komplexy tohoto typu, [M(SR2)6]n+, jsou vzácné.

## Výskyt
Thioetherové komplexy mohou přirozeně vznikat navazováním na atomy síry v aminokyselině methioninu; příkladem je jeden z axiálních ligandů cytochromu c. Azurin obsahuje vazbu methioninu na měď. 